# لورن مورن (بازیکن فوتبال، زاده ۱۹۹۳)
لورن مورن (انگلیسی: Loren Morón؛ زادهٔ ۳۰ دسامبر ۱۹۹۳) بازیکن فوتبال اهل اسپانیا است.
از باشگاه‌هایی که در آن بازی کرده‌است می‌توان به باشگاه فوتبال کروز آزول اشاره کرد.